# Karel Weis

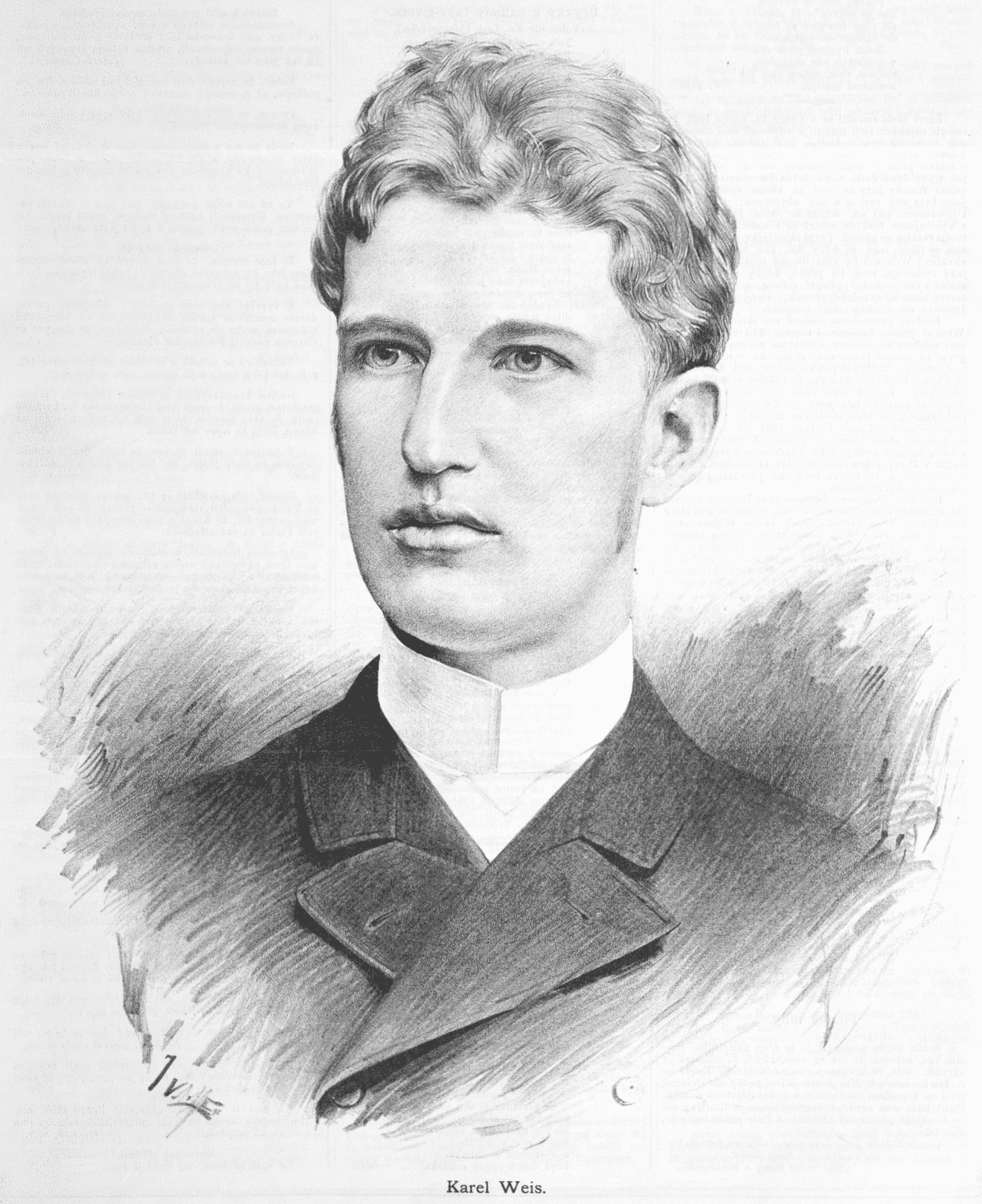
Karel Weis, porträtiert von Jan Vilímek

Karel Weis (* 13. Februar 1862 in Prag, Kaisertum Österreich; † 4. April 1944 ebenda) war ein tschechischer Komponist und Musiker.

## Leben
Mit elf Jahren kam Weis 1873 ans Prager Konservatorium und studierte dort bis 1878. Noch im selben Jahr wechselte er an die Prager Orgelschule und blieb dort bis 1881; im selben Zeitraum war er auch Schüler von Zdeněk Fibich. Durch dessen Fürsprache und Unterstützung bekam er 1881 eine Anstellung als Organist in St. Stephan und als Chorleiter an der Maisel-Synagoge in Prag.
Zwischen 1882 und 1883 betraute ihn die Mährische Musikgesellschaft in Kroměříž (Mähren) mit einem Lehrauftrag. Anschließend kehrte Weis nach Prag zurück und wurde Geiger im Orchester des Nationaltheaters von Prag. 1886 berief ihn die
Švanda Theater-Gesellschaft als Dirigent; bis Ende 1887 trat er in diesem Amt meist in Prag und in Brünn auf.
Zwischen 1896 und 1904 wirkte Weis als Assistent des Geigers František Ondříček.
Sieben Wochen nach seinem 82. Geburtstag starb Weis am 4. April 1944 in Prag und fand dort auch seine letzte Ruhestätte.
Neben verschiedenen Kleinigkeiten besteht das Werk von Karel Weis hauptsächlich aus Opern und Operetten.

## Werke (Auswahl)
Opern
- Blíženci. Prag 1917 (früherer Titel Viola).
- Der polnische Jude. Prag 1901.
- Der Sturm auf die Mühle. Prag 1912.
- Der Lešetíner Schmied. Prag 1920.
- Die Bojarenhochzeit. Prag 1943.

Operetten
- Die Dorfmusikanten. Prag 1905.
- Der Revisor. Prag 1907.
- Die Sultansbraut. Berlin 1910.
- Der Extrazug nach Nizza. Berlin 1913.
- Tanzmaus. Wien 1916.